# 김정남 (가수)
김정남(1972년 1월 25일~)은 대한민국의 가수 겸 래퍼이자, 댄스 팝 음악 보이 그룹 《터보》의 구성원이다.
그는 1990년대 중후반 시절에 대한민국에서 활동하며 인기를 얻은 남성 3인조 댄스 음악 그룹 터보 중 일원이다.

## 활동
1972년 1월 25일 경상북도 의성군 출생인데  초등학교 5학년 때 전교 1등을 했고 “서울로 보내라”는 담임교사의 권유로 온 가족이 서울로 이사를 갔다.
그는 1973년 출생으로 알려졌으나 SBS 올드 스쿨에서 1972년 출생으로 당당히 밝혔으며, 고등학교 시절부터 때 아닌 춤에 관심을 가지게 되면서 결국 고등학교 졸업 이후 1991년 3월부터 4년이 넘도록 힙합 음악 댄서로 활동한 그는 1995년 7월 1일, 김종국과 함께 그룹 터보로 데뷔했고 당초 처음 기획 당시 곽승남, 본인(김정남), 김종국 3인조 댄스 팝 음악 그룹으로 구성됐으며 애초 곽승남이 메인 보컬이었지만 소속사의 만행으로 인해 탈퇴하자 김종국이 메인 보컬을 했고 곽승남은 터보 탈퇴 후 3인조 그룹 '지오'를 결성했다.
당시 발매된 정규 1집 280 km Speed의 수록곡 '나 어릴 적 꿈', '검은 고양이', '선택' 등이 히트를 기록하며 스타덤에 올랐으며 1집 활동기간이 7개월 동안 지속되었으며, 1996년 4월에 1집 활동을 마치고 공백기를 가지다 4개월후인 1996년 8월 10일에 컴백후 발표된 2집 New Sensation으로 마찬가지로 '트위스트 킹', 'Love is', '어느 째즈바' 등의 히트곡을 생산하며 전성기를 예고한다.
그러나, 급작스런 인기로 인한 소속사의 무리한 스케줄 강행요구, 노예계약등의 내적갈등에 시달리다가, 결국 2집 발매 3개월만인 1996년 11월 말경에 예정되었던 가요 프로그램 방송을 고의로 출연하지 않고 같은 멤버인 김종국, 그리고 안무팀 동료들과 함께 6개월 동안 잠적하는 무리수를 두었으며, 얼마 못가 김종국은 2개월만에 다시 소속사로 복귀하였지만, 김정남은 어느날 강남 나이트클럽에서 DJ를 본 개그맨 이경규를 만난뒤 "DJ 수익이 꽤 크다"고 판단해 끝내 가수 활동을 접고 당분간 다른 사업에 임하겠다고 반박하여 복귀를 완강히 거부하였으며  2집을 끝으로 1997년 7월 터보를 탈퇴하는데 방송출연을 못 해 페이가 떨어져 밤무대 생활을 접어야 했다. 2개월 후 터보의 새멤버로 1997년 9월 마이키가 영입됐고 3집부터 참여하게 되었으며 1997년 우노앤베티(Uno(강성민(OGN(온게임넷) 켠김에왕까지 허강조류(허준(양세찬(양세형의 동생이며 현재 SBS 런닝맨에서 유재석, 지석진, 김종국, 하하, 이광수, 송지효, 전소민과 함께 진행중), 강성민, 조현민, 류경진) 멤버활동), 김형철, 장신민)의 난중난색 1, 2 피쳐링에 참여하였다.
- 1999년 3월 그룹 스냅으로 다시 가수활동 복귀를 선언, 차츰 인기를 쌓았으나 소속사의 미비한 지원과 불의의 사고등으로 다시 가수활동을 중단 후 해체되고 본인의 이름을 건 댄스학원을 경영하며 연예계 활동을 접었다.

- 2001년 6월 터보 해체가 되고 후임 멤버였던 마이키와 같이 기자회견을 가지고 터보 히스토리앨범을 제작해서 마지막 작품을 남겼고 하반기에는 MBC 목표달성 토요일 프로젝트인 악동클럽의 멤버를 가르치는데 참여하였다.

- 2005년 9월 터보 출신의 김종국의 성공적인 솔로활동에 자극을 받아 활동명을 JN으로 바꾸고 솔로앨범 Fast & The Past를 발표했으나, 크게 주목은 받지 못하였다. 그뒤론 별다른 소식은 없었으나, 9년 후 2014년 12월에 MBC 무한도전에서 토요일 토요일은 가수다 코너에서 다시 대중앞에 모습을 드러냈다.
- 2015년 3월 터보의 원년멤버 김종국과 마이키와 재결합하였다.

## 학력
- 인창중학교 (졸업)
- 한성고등학교 (졸업)

## 앨범
- 터보
  - 1집 280 km Speed (1995년) - 검은 고양이, 나 어릴적 꿈, 선택
  - 2집 New Sensation (1996년) - Love Is, Twist King, 어느 째즈바 러브 이즈 (3+3=0)
  - 6집 Again (2015년) - 다시, 숨바꼭질

- 스냅
  - 1집 SNAP(1999년) - LOVE II LOVE

- JN
  - 1집 Fast & The Past (2005년) - Handling, Bad Girls

## 수상
- 1996년 대한민국영상음반대상 골든디스크 부문

## 방송

### 예능
- 2011년 : SBS 플러스 《컴백쇼 톱 10》
- 2014년 : MBC 《무한도전》 - 토요일 토요일은 가수다
- 2015년 : KBS 《위기탈출 넘버원》 - 469회 게스트(Fest.성대현, 전지윤, 남지현)
- 2015년 : MBC 《미스터리 음악쇼: 복면가왕》 - 연예인 판정단
- 2015년 : SBS 《런닝맨》 - 게스트
- 2016년 : KBS 《위기탈출 넘버원》 - 516회 게스트 (Fest.터보(김종국, 마이키)
- 2019년:  KBS 《옥탑방의 문제아들》 - 40회 게스트 (Fest.김완선)

### 드라마
- 2018년 KBS2 수목드라마 《흑기사》 - 특별출연
- 2018년 MBN 수요드라마 《연남동 539》 - 특별출연
- 2020년 MBC 일일연속극 《찬란한 내 인생》 - 상아와 은임을 납치하는 괴한 역 (특별출연)